# Víctor Hugo Palomba
Víctor Hugo Palomba (Buenos Aires, 4 de julio de 1950) es un exfutbolista argentino que jugaba de mediocampista.

## Trayectoria

### Independiente
Palomba empezó su carrera en Independiente, debutando ante Rosario Central. Después alternó la suplencia y la titularidad realizando todas las giras con el club, incluida la participación en dos Copa Libertadores.

### Atlético Tucumán
Como Independiente tenía grandes jugadores, Palomba, decide mudarse a Tucumán donde jugaría en Atlético Tucumán. En el decano compartió plantel con grandes figuras como Lito Espeche, Julio Ricardo Villa, Juan Francisco Castro, entre otros.

### San Martín
Pese a estar muy identificado con Atlético Tucumán, en 1982 dejó el club para unirse a su clásico rival, San Martín. Allí sólo actuó durante una temporada. 

### Andino
Luego de su pasó por San Martín decide irse de la provincia para jugar en Andino, de La Rioja.

### Alianza
Finalmente Palomba le pondría fin a su carrera jugando en Alianza de Cutral Co en 1986.

## Clubes
| Club              | País      | Año       |
| ----------------- | --------- | --------- |
| Independiente     | Argentina | 1971-1974 |
| Atlético Tucumán  | Argentina | 1975-1981 |
| San Martín        | Argentina | 1982      |
| Andino            | Argentina |           |
| Alianza Cutral Co | Argentina |           |

## Palmarés
| Título        | Equipo           | País      | Año  |
| ------------- | ---------------- | --------- | ---- |
| Metropolitano | Independiente    | Argentina | 1971 |
| Libertadores  | Independiente    | Argentina | 1972 |
| Libertadores  | Independiente    | Argentina | 1973 |
| Liga Tucumana | Atlético Tucumán | Argentina | 1975 |
| Liga Tucumana | Atlético Tucumán | Argentina | 1977 |
| Liga Tucumana | Atlético Tucumán | Argentina | 1978 |
| Liga Tucumana | Atlético Tucumán | Argentina | 1979 |
| Liga Tucumana | San Martín       | Argentina | 1982 |